# Кирилл Бородин
Кирилл Сергеевич Бородин (род. 9 ноября 1987, Курган) — российский художник-живописец, член Союза художников России с 2015 года. Резидент Международного центра искусств «Главный проспект» (Екатеринбург) и Галерея Синара Арт (Екатеринбург). Обладатель премии «Топ-50: Самые знаменитые люди Екатеринбурга» по версии журнала «Собака.ru» 2018 года в номинации «Искусство». Основатель и руководитель творческих площадок «Ателье» и «Гутенберг» в Екатеринбурге.

## Образование
В 2008 году закончил Екатеринбургское художественное училище им. И.Д. Шадра (Свердловское художественное училище), отделение театральной живописи.
В 2014 году закончил Уральскую государственную архитектурно художественную академию (УралГАХА, ныне Уральский государственный архитектурно-художественный университет), отделение станковой живописи.

## Профессиональная деятельность
С 2008 года ведет активную выставочную деятельность. 
Получил известность в 2011 году после участия в резиденции «Летопись современного завода» на Северском и Cинaрcкoм трубных зaвoдах . Художественный проект был удостоен двух наград конкурса  «Лучший музейный проект года - 2011»: специального диплома управления культуры администрации Екатеринбурга в номинации «Инновация» за создание многогранных художественных образов современной индустриальной культуры, а также признан лучшим по версии генконсульства Германии в Екатеринбурге как способствующий успешному взаимодействию искусства и бизнеса, формированию положительного узнаваемого образа Урала в мире.
В 2012 году был номинирован на премию фонда Петра Кончаловского (Москва). 
В 2015 году состоялась персональная выставка «Книга перемен. «Китайское детство» в рамках III Уральской биеннале современного искусства.
В 2016 году прошел отбор и стал участником творческой академической дачи им. Репина.
Большая персональная выставка «Из мастерской художника» состоялась в 2016 году в Ирбитском государственном музее изобразительных искусств (город Ирбит Свердловской области). 
В 2017 году стал участником выставки современного уральского искусства в музее современного искусства «Эрарта» (Санкт Петербург) «Зона освоения», которая объединила художников разных поколений и стилистик. 
В 2016-2017 годах преподавал композицию на отделении театрально-декорационной живописи в Свердловском художественном училище имени И.Д.Шадра.
Значимой вехой для художника в 2018 году стала персональная выставка в Музее современного искусства «Эрарта» «Сад наслаждений». 

«Кирилл Бородин играет со зрителем в ту же игру, что и социальные сети — многие его картины напоминают фотографии, сделанные в самые удачные моменты жизни с самого лучшего ракурса. <…>  Его живопись кажется глянцево-позитивной, но это только на первый взгляд — вы найдете в ультрасовременном стиле Кирилла Бородина глубокую иронию и тонкий сарказм. <…>  Художник много работает, много думает, и именно поэтому его глянцево-философский стиль постоянно расширяет свои границы, бесконечно развивая старые и генерируя новые темы». «Эрарта» 
С 2018 года — резидент Международного центра искусств «Главный проспект» (Екатеринбург).
Обладатель премии «Топ-50: Самые знаменитые люди Екатеринбурга» по версии журнала «Собака.ru» 2018 года в номинации «Искусство». 
С 2022 года — резидент Галерея Синара Арт (Екатеринбург).
В 2022 впервые в формате персональной выставки публике был представлен один из героев творчества Кирилла Бородина Defensor Infantilis («Защитник инфантильности), таинственный динозавр в маске. Художник создал героя в 2019 году как подобие древнего артефакта и воплощает его образ в разных ипостасях от живописи до ювелирных изделий.
Масштабная экспозиция Кирилла Бородина из 50 полотен «Закрытое сообщество надувных зверей» (2024, Екатеринбург) вошла в шорт-лист премии «Моменты» в номинации «Культурный пик» (категория «Искусство») как самая резонансная и посещаемая выставка года.

«Кирилл Бородин главными героями своих полотен делает природный мир, как настоящий, реалистичный, так и игрушечный, отсылающий к искусству китча и поп-арту. <…> Запечатлевая абсурдные сюжеты, в которых действительность переплетается с сюрреальным видением, Кирилл Бородин рассуждает о многогранности и непредсказуемости жизни».  галерея VLADIY 

В 2025 году шесть живописных холстов художника периода 2020-2023 гг. («Красный», «Отряд в масках», «Тройка» и др). были отобраны для участия в выставке «Открытый Мир. Современное искусство Екатеринбурга и Уральского региона»  в Санкт-Петербурге. Проект организован культурно-историческим фондом «Связь времен» и Музеем Фаберже.
Член Союза художников России с 2015 года. На тот момент стал самым молодым художником, принятым в Союз.
Идейный вдохновитель, основатель и руководитель творческих пространств в Екатеринбурге: с 2016 года независимой выставочной площадки «Ателье» и с 2018 года творческой мастерской для художников-графиков «Гутенберг».
Работы художника хранятся в частных коллекциях России, Европы, Азии, США и в собраниях российских музеев. 
Участник более чем 100 различных художественных проектов, в т. ч. международных.
Является членом Международной Ассоциации изобразительных искусств АИАП ЮНЕСКО.
Живет и работает в Санкт-Петербурге и в Екатеринбурге.

## Основные персональные выставки
- 2024 Екатеринбург, Международный центр искусств «Главный проспект», «Закрытое общество надувных зверей»
- 2024 Екатеринбург, галерея «Ателье», «Большой»
- 2023 Курган, КВЦ, «Defensor infantilis»
- 2022 Екатеринбург, Галерея Синара Арт, «Defensor infantilis»
- 2021 Санкт-Петербург, Prografika, «Стулья и конфетки»
- 2021 Сочи, Сочинский художественный музей, «Парк развлечений»
- 2020 Екатеринбург, галерея Antonovfoundation, «Миграция II»
- 2019 Курган, Курганский областной художественный музей, «Парк развлечений»
- 2019 Екатеринбург, Международный центр искусств «Главный проспект», «Парк развлечений»
- 2019 Санкт-Петербург, галерея Antonovfoundation, «Миграция I»
- 2018 Санкт-Петербург, Музей современного искусства «Эрарта», «Сад наслаждений»
- 2018 Екатеринбург, резиденция губернатора Свердловской области, «Прогулки по городу»
- 2017-2018 Сочи, Сочинский художественный музей, «Витамин Б»
- 2017 Екатеринбург, галерея «Антонов», «Думай что хочешь»
- 2017 Челябинск, выставочный зал Союза художников России
- 2016 Ирбит, Ирбитский государственный музей изобразительных искусств, «Из мастерской художника»
- 2016 Жоншан (Китай), Yachang Art Gallery
- 2015 Екатеринбург, Центр международной торговли Екатеринбурга, в рамках Уральская индустриальная биеннале современного искусства, «Книга перемен. Китайское детство»
- 2015 Екатеринбург, галерея «Антонов», «Да, мы с собачками»
- 2014 Екатеринбург, интерьерный центр «Архитектор», «Все о Каролине»
- 2012 Екатеринбург, «Белая галерея», «Похитители куриц»

## Участие в арт-проектах
- 2025 Музей Фаберже в Санкт-Петербурге, «Открытый Мир. Современное искусство Екатеринбурга и Уральского региона», страница художника Кирилл Бородин
- 2024 Калужская область, арт-парк «Никола-Ленивец», Архстояние
- 2024 Санкт-Петербург, Музей современных искусств имени С. П. Дягилева СПбГУ, проект «Нога динозавра»
- 2024 Челябинск, арт-резиденция «Летопись современного завода» Челябинский трубопрокатный завод
- 2023 Москва, ярмарка молодого современного искусства BLAZAR
- 2023 Ульяновск, стрит-арт фестиваль «Ctrl+C / Ctrl+V»
- 2022 Екатеринбург, Международный фестиваль уличного искусства STENOGRAFFIA Автопортрет Кирилла Бородина с гусем
- 2022 Москва, выставочный зал «Зарядье», «Новая красивая выставка. Лето»
- 2021 Москва, выставочный зал «Зарядье»,  «Новая красивая выставка»
- 2020 Москва, ярмарка современного искусства «Art Russia»
- 2018 Екатеринбург, арт-галерея Ельцин-центра, «Новая живопись Екатеринбурга»
- 2017 Санкт Петербург, Музей современного искусства «Эрарта», «Зона освоения»
- 2016 Москва, ЦДХ, Всероссийская выставка «Молодежь России»
- 2016 Гуанчжоу (Китай), Международная арт-ярмарка
- 2015 Москва, галерея «К35», выставка «StartinArt»
- 2014 Екатеринбург, Евразийский фестиваль современного искусства
- 2013 Тюмень, межрегиональная выставка «Урал Х»
- 2013 Екатеринбург, арт-проект «ПоПути» (Россия-Германия»)
- 2013 Екатеринбург, Галерея современного искусства, арт-проект «Соска на ночь»
- 2012 Екатеринбург, Музей истории Екатеринбурга, арт-проект «Город прогноз художника» (Россия-Нидерланды)
- 2012 Екатеринбург, Уральская индустриальная биеннале современного искусства, арт-проект «В Месте» (Россия-Германия)

## Собрания работ
Работы Кирилла Бородина хранятся в частных коллекциях России, Европы, Азии, США и в музейных собраниях в России, в частности: 
- в Международном центре искусств «Главный проспект» (Екатеринбург)
- в Галерея Синара Арт, коллекция искусства Группа «Синара» (Екатеринбург)
- в Музей современного искусства «Эрарта» (Санкт-Петербург)
- в Новосибирский государственный художественный музей (Новосибирск)
- в Сочинский художественный музей имени Дмитрия Жилинского (Сочи)
- в Ирбитский государственный музей изобразительных искусств (Ирбит, Свердловская область)
- в Музее андеграунда (Екатеринбург)
- в Музей истории Екатеринбурга (Екатеринбург)
- в музейном фонде Челябинский трубопрокатный завод (входит в ТМК) (Челябинск)
- на улице Народной Воли, 21 в Екатеринбурге — фестиваль STENOGRAFFIA
- в Березниковский историко-художественный музей им. И.Ф. Коновалова  (Березники, Пермский край)
- в Курганский областной художественный музей им. Г. А. Травникова (Курган)
- на улице Ефремова, 55 в Ульяновске, «Незнакомка с курочкой» — стрит-арт фестиваль CTRL+C/CTRL+V
- в Государственном художественном музее ХМАО-Югра (Ханты-Мансийск, ХМАО)

## Коллаборации
В 2024 году российский бренд «ТВОЕ» выпустил лимитированную коллекцию футболок в коллаборации с Музеем современного искусства «Эрарта» (Санкт-Петербург). В число 10 избранных для нанесения произведений вошла картина Кирилла Бородина «Ссора».
К пятилетию арт-игрушки Кирилла Бородина «Дефенсор» был создан лимитированный тираж коллекционной скульптуры в фарфоре Defensor Infantilis в коллаборации с брендом керамики «сУРАЛа». Презентации коллекции состоялись в октябре 2024 года в МВЦ «Главный проспект» (Екатеринбург) и в ЦСИ Винзавод (Москва).

## Соцсети
- Личная страница Кирилла Бородина Вконтакте
- Личный канал Кирилла Бородина в Telegram

## Интервью
- Кирилл Бородин: «Сказки про карающих богов остались в прошлом, потребитель желает милоты»
- Кирилл Бородин: «Картины — не материальный мир, это то, без чего люди живут без проблем»
- Кирилл Бородин: «До воплощения доходит не больше 20% гениальных идей, и в другом виде»
- Кирилл Бородин: «Много где можно заработать деньги, но творчество всегда готовит сюрпризы»
- Кирилл Бородин: «Урал из человека не выгнать»
- «Меня впечатляют резиновые надувные конструкции». Кирилл Бородин про вдохновение, мечту и начало творческого пути
- Кирилл Бородин, художник
- «Искусство должно побуждать человека на эмоциональные размышления»
- «Успех — если в работах есть политический подтекст». Как глянцевый художник, рисуя китайские подделки, стал самым заметным на Урале
- Художник Кирилл Бородин. Интервью в «Эрарте», 2018
- «Жизнь в искусстве: Кирилл Бородин»

## СМИ
- ОблТВ: «Художники пишут картины у взлётной полосы»
- «Деловой квартал»: В Екатеринбурге открылась выставка «Индустриальный пейзаж»
- Культура Урала: «Русские сезоны» открылись в МЦИ «Главный проспект», 2024
- «Областная газета»:  Русские сезоны в «Главном проспекте»
- Юлия Борзенкова: «Художественная резиденция дает возможность работать непосредственно с контекстом, средой и общаться с носителями индустриальной культуры»
- АиФ: «Из цехов – с любовью. На ЧТПЗ презентовали итоги масштабного арт-проекта», 2024
- Арт-резиденция «Летопись современного завода»-2024 галереи современного искусства Синара Арт (Екатеринбург) и Челябинского трубопрокатного завода (ЧТПЗ, входит в ТМК)
- «Defensor infantilis» (персональная выставка Кирилла Бородина)
- КоммерсантЪ: «О чем говорят, думают и молчат мужчины…», 2022
- Культура Урала: «Молодёжка» в Доме художника, 2022
- Культура Урала: «Выставки Кирилла Бородина и Софьи Содерберг открылись в галерее Синара Арт», 2022
- КоммерсантЪ: Фоторепортаж Defensor infantilis Кирилла Бородина в галерее «Синара-Арт»
- Афиша: О выставке Кирилла Бородина «Парк развлечений», 2020
- Санкт-ПетербургТВ Выставка «Сад наслаждений» Кирилла Бородина, 2018
- Репортаж с открытия выставки «Из мастерской художника», Ирбит, 2016
- «Свое тридцатилетие художник Кирилл Бородин откроет живописной выставкой», 2017